# Іванівка (Хорошівська селищна громада)
Іва́нівка (колишня назва Янівка) — село в Україні, у Хорошівській селищній територіальній громаді Житомирського району Житомирської області. Населення становить 80 осіб (2001).

## Населення
За даними перепису 2001 року населення села становило 80 осіб, з них усі 100 % зазначили рідною українську мову.

## Історія
У 1906 році — Писарівка-Яківка, колонія Горошківської волості Житомирського повіту Волинської губернії. Відстань від повітового міста 55 верст, від волості 13. Дворів 76, мешканців 585.
До 3 серпня 2016 року село входило до складу Краївщинської сільської ради Хорошівського району Житомирської області.